# 薩摩川内市コミュニティバス
薩摩川内市コミュニティバス（さつませんだいしコミュニティバス）は、鹿児島県薩摩川内市の本土で運行するコミュニティバスの総称。
なお、本項ではボンネットバスで運行されている市内定期観光バス『ゆるっとバス旅』、樋脇地域で運行されている事前予約制の乗合タクシー樋脇地域デマンド交通「ゆうゆう号」、東郷地域で運行されている事前予約制の乗合タクシー東郷地域デマンド交通「ゆったり号」、祁答院地域で運行されている事前予約制の乗合タクシー祁答院地域デマンド交通「けどういん号」についても詳述する。

## 概説
市街地循環線、南部循環線(青山・勝目コース/天辰・永利コース)、湯田・西方循環線、城上・吉川循環線、高江・土川線、市内横断シャトルバス(東郷・祁答院コース/樋脇・入来コース)、川内港シャトルバス、串木野新港線の総計10路線からなる。
市街地循環線、南部循環線(青山・勝目コース/天辰・永利コース)、湯田・西方循環線、城上・吉川循環線、高江・土川線の6路線については、6路線共通の愛称として「くるくるバス」と命名されている。

## 沿革
- 2000年8月 旧川内市街地循環バス「くるくるバス」（市街地循環線）が運行開始。
- 2001年9月 樋脇町循環バス「樋脇ゆうゆうバス」が運行開始。
- 2002年4月 祁答院町循環バス「祁答院バス」が運行開始。
- 2002年4月 東郷町循環バス「東郷ゆったりバス」が運行開始。
- 2004年10月 旧川内市と8町村（樋脇町、入来町、東郷町、祁答院町、里村、上甑村、下甑村、鹿島村）の新設合併に伴い、旧川内市、樋脇町、東郷町、祁答院町の各コミュニティバスを薩摩川内市コミュニティバスとして引き継ぐ。
- 2006年11月 南部循環線、高江・土川線、串木野新港線が運行開始。
- 2007年4月 高江・土川線の高原循環、城・高原線（城→川内駅）が運行開始。
- 2007年12月 湯田・西方循環線、城上・吉川循環線が運行開始。
- 2010年6月 南部循環線が青山・勝目コースと天辰・永利コースの2コースの運行に変更。
- 2010年11月 市内横断シャトルバスが実証運行開始。
- 2011年7月 ボンネットバスによる市内定期観光バスが運行開始。
- 2012年8月 ボンネットバスによる市内定期観光バスの一部変更、『ゆるっとバス旅』の名称が命名された。
- 2012年12月 東郷地域の「東郷ゆったりバス」が運行終了。
- 2013年1月 東郷地域デマンド交通「ゆったり号」が運行開始。
- 2014年4月 川内港シャトルバスが電気バスとして運行開始[1]、串木野新港線の運賃も変更。
- 2015年4月 運賃を一律150円[2]に変更。
- 2015年6月 祁答院地域の「祁答院バス」が運行終了。
- 2015年7月 祁答院地域デマンド交通「けどういん号」が運行開始。
- 2019年1月 樋脇地域の「ゆうゆうバス」が運行終了。
- 2019年2月 樋脇地域デマンド交通「ゆうゆう号」が運行開始。
- 2019年3月 川内港シャトルバスの電気バスが運行終了[1]。

## コース一覧

### くるくるバス
市街地循環線/南部循環線(青山・勝目コース/天辰・永利コース)/湯田・西方循環線/城上・吉川循環線/高江・土川線。主な停留所のみ記している。

#### 路線
1：市街地循環線
西回り：川内駅→川内郵便局前→山形屋前→市役所前→すこやかふれあいプラザ→花ノ木町→済生会病院前→消防署前→総合運動公園→京セラ前→新田神社前→花ノ木町→済生会病院前→東大小路→平佐麓→川内駅
東回り：西回りと逆順。
2-1：南部循環線(青山・勝目コース)
西回り：川内駅→川内郵便局前→山形屋前→市役所前→後牟田住宅→川薩保健所→中福良→職業訓練センター前→木場谷→乗越東→中塚→都公民館→柿田→木場原→大原野→浦田→高江茶屋→白谷→勝目団地→団地入口→坪塚→プラッセだいわ前→勝目入口→矢倉→西ノ平→川薩保健所→後牟田住宅→川内郵便局前→山形屋前→市役所前→川内駅
東回り：川内駅→川内郵便局前→山形屋前→市役所前→後牟田住宅→川薩保健所→西ノ平→矢倉→勝目入口→プラッセだいわ前→坪塚→団地入口→勝目団地→白谷→高江茶屋→浦田→大原野→木場原→柿田→都公民館→中塚→乗越東→木場谷→職業訓練センター前→中福良→川薩保健所→後牟田住宅→川内郵便局前→山形屋前→市役所前→川内駅
2-2：南部循環線(天辰・永利コース)
西回り：川内駅→川内郵便局前→山形屋前→市役所前→川内駅→日暮→赤沢津→宮崎→隈之城小前→プラッセだいわ前→団地入口→坪塚→隈之城小前→宮崎→山田馬場→里→市民病院前→赤坂上→永利下手→田崎→ハイタウン平佐→天辰馬場→加治屋馬場→春日温泉前→平佐麓→川内駅→川内郵便局前→山形屋前→市役所前→川内駅
東回り：川内駅→川内郵便局前→山形屋前→市役所前→川内駅→平佐麓→春日温泉前→加治屋馬場→天辰馬場→ハイタウン平佐→田崎→永利下手→赤坂上→市民病院前→里→山田馬場→宮崎→隈之城小前→プラッセだいわ前→団地入口→坪塚→隈之城小前→宮崎→赤沢津→日暮→川内駅→川内郵便局前→山形屋前→市役所前→川内駅
3：湯田・西方循環線
西回り：川内駅→川内郵便局前→山形屋前→大小路→泰平寺→済生会病院前→泰平寺→大小路→川内高校前→御陵下→上川内→水引東住宅前→東川底→西川底→草道駅前→網津→湯田口→西方駅前→湯田口→妙見橋→城の下→宮司→竹屋前→温泉上→一条殿→牧迫→寺前→妙徳寺→高城本町→京セラ前→上川内→御陵下→川内高校前→大小路→泰平寺→済生会病院前→泰平寺→大小路→山形屋前→川内郵便局前→川内駅
東回り：西回りと逆順。
4：城上・吉川循環線
西回り：川内駅→川内郵便局前→山形屋前→大小路→泰平寺→済生会病院前→泰平寺→大小路→川内高校前→御陵下→上川内→京セラ前→高城麓→今寺三文字→城上→中間三文字→麦田→三文字→吉川→宇都川路→上宇都川路→宇都川路→時吉→役田→別府原→上之原→今村→小路→東郷支所前→今村→久留主→育英小入口→中郷病院入口→薩摩川内警察署前→済生会病院前→泰平寺→大小路→山形屋前→川内郵便局前→川内駅
東回り：西回りと逆順。
5：高江・土川線
経路：川内駅 - 川内郵便局前 - 山形屋前 - 市役所前 - 清水 - 川畑 - 高原団地中央 - 川畑 - 宮里 - 城 - 宇都 - 高江 - 長崎堤防 - 久見崎 - 展示館前 - 寄田 - 土川 - 土川東

#### 運賃・運行主体・ダイヤ
- 運賃 - 一律150円[2]（RapiCa・いわさきICカードともに利用可）
- 運行主体
  - 「市街地循環線西回り/南部循環線(青山・勝目コース/天辰・永利コース)/湯田・西方循環線/城上・吉川循環線/高江・土川線」
南国交通
  - 「市街地循環線東回り」
鹿児島交通
- ダイヤ
  - 市街地循環線
始終点とも川内駅/平日は26便、休日は22便で運行（西回り・東回りとも平日は13便、休日は11便ずつで運行。）
【平日】6時30分に川内駅西口②を出発する東回り第1便から、19時に川内駅西口①を出発する西回り第13便まで、東回り・西回りを30分間隔で交互に出発するダイヤである。
【休日】7時30分に川内駅西口②を出発する東回り第1便から、18時に川内駅西口①を出発する西回り第11便まで、東回り・西回りを30分間隔で交互に出発するダイヤである。
1周約20km, 53分で走る。
  - 南部循環線(青山・勝目コース)
始終点とも川内駅/平日は6便、土曜・休日は4便で運行（西回り・東回りとも平日は3便、土曜・休日は2便ずつで運行。）
平日運行の第1便のみ、西回りは川内駅→後牟田住宅間を直行する。
ただし、1月1日 - 1月2日の間は全便運休する。
  - 南部循環線(天辰・永利コース)
始終点とも川内駅/平日は6便、土曜・休日は4便で運行（西回り・東回りとも平日は3便、土曜・休日は2便ずつで運行。）
平日運行の第1便のみ、東回りは川内駅→平佐麓間を直行する。
ただし、1月1日 - 1月2日の間は全便運休する。
  - 湯田・西方循環線
【西回り】川内駅前発着の循環便は平日が3便、土曜・休日が1便で運行している。
【西回り】また、毎日運行(1月1日 - 1月2日は除く)の竹屋前発川内駅前行の1便と平日運行の西方駅前発川内駅前行の1便も運行している。
【東回り】川内駅前発着の循環便は1月1日 - 1月2日は除く毎日2便で運行している。
【東回り】川内駅前発西方駅前行は平日が2便、土曜・休日は1便で運行している。
ただし、1月1日 - 1月2日の間は全便運休する。
  - 城上・吉川循環線
【西回り】川内駅前発着の循環便は平日が3便、土曜・休日が1便で運行している。
【西回り】また、平日運行の川内駅前発上宇都川路行の1便も運行している。
【東回り】川内駅前発着の循環便は平日が3便、土曜・休日が2便で運行している。
【東回り】また、平日運行の上宇都川路発川内駅前行の1便も運行している。
ただし、1月1日 - 1月2日の間は全便運休する。
  - 高江・土川線
平日は5往復、土曜・休日は3往復で運行
【平日】土川行きの第1便・第5便と川内駅行きの第2便・第5便は、月見団地・高原団地には経由をしない。
【土曜・休日】川内駅行きの第1便は、月見団地・高原団地には経由しない。
毎日運行（1月1日 - 1月2日は除く）をする、高原循環（川内駅→高原団地中央→川内駅）の1便と平日運行の城発月見団地・高原団地経由川内駅行きの1便も運行している。
小比良池 - 土川東間はフリー乗降区間である。
川内駅 - 高原団地中央 - 土川東の所要時間は53分。
ただし、1月1日 - 1月2日の間は全便運休する。

#### 車両
南国交通
- 市街地循環線西回り
日野レインボー
- 南部循環線（青山・勝目コース/天辰・永利コース）、湯田・西方循環線、城上・吉川循環線、高江・土川線
日野リエッセ・いすゞ・ジャーニーJ
- 湯田・西方循環線、城上・吉川循環線（どちらも平日のみ)
三菱ふそうローザ（ボンネット風に改造された車両[3]）

鹿児島交通
- 市街地循環線東回り
いすゞエルガミオ

### 市内横断シャトルバス

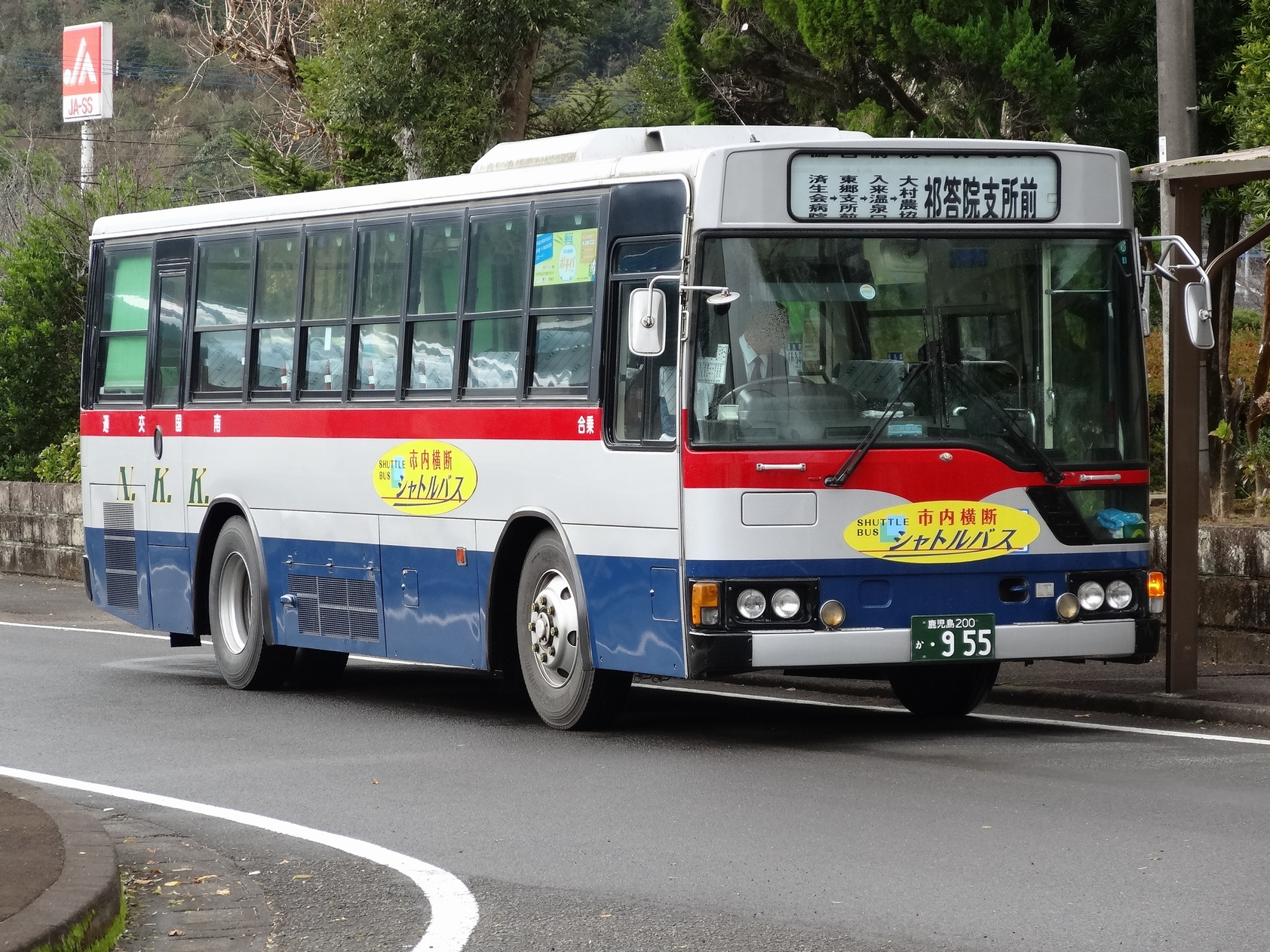
南国交通運行便（東郷・祁答院コース）

#### 路線
1：東郷・祁答院コース
- 川内駅 - 山形屋前 - 向田 - 大小路 - 済生会病院前 - 育英小入口 - 今村 - 舟倉下 - 東郷支所前 - 五社 - 司野ゆったり館 - 南瀬下 - 南瀬 - 笹嶺 - 加工所前 - 岩下 - 副田新町 - 副田十文字(→入来温泉口→副田小学校前→/←副田小学校前←入来温泉口←)副田十文字 - 北原 - 原口 - 馬頃尾三文字 - 大村農協前 - 祁答院支所前

2：樋脇・入来コース
- 川内駅 - 山形屋前 - 向田 - 大小路 - 済生会病院前 - 天辰農協前 - 白浜 - 天神 - 楠元 - 戸田 - 戸田橋 - 木屋園入口 - 平佐東小前 - 杉馬場 - 樋脇支所前 - 樋脇公民館前 - 田代下 - 祢礼北 - 遊湯館 - 能力開発校前 - 入来支所前 - 入来中学校前 - 日の丸 - 蒲生原 - 舟越 - 藺牟田温泉 - いむた池 - いこいの村

#### 運賃・運行事業者・ダイヤ
- 運賃 - 一律150円[2]（RapiCa・いわさきICカードともに利用可）
- 運行事業者
  - 南国交通・鹿児島交通
- ダイヤ
  - 東郷・祁答院コース
1月1日-2日を除く毎日、3往復運行。
  - 樋脇・入来コース
1月1日-2日を除く毎日、3往復運行。

#### 車両
南国交通
鹿児島交通

### 市内定期観光バス『ゆるっとバス旅』(土曜日・日曜日・祝日のみ)
- 予約なしでの乗車も可能、乗車場所は川内駅のみ。

#### コース

##### 【半日コース】(土曜日・祝日のみ運行)
- 下記のコースは第4土曜日は運休となる。

午前【歴史探訪ふれあいコース】
- 川内駅 → 入来麓武家屋敷群 → 清流の里 藤本ふれあい店 → 藤本滝 → 市比野温泉 → 道の駅樋脇遊湯館 → 寺山いこいの広場 → 川内駅

午後【西海岸ゆったりろまんすコース】
- 川内駅 → 江之口橋 → 長崎堤防(車窓) → 草道駅 → (肥薩おれんじ鉄道線にて移動) → 西方駅 → 人形岩 → 川内高城温泉 → 一條神社 → 万葉の散歩道 → 川内駅

- 第4土曜日は下記のコースが運行される。

午前【風と光の次世代エネルギーコース】
- 川内駅 → 久見崎公園 → 柳山ウインドファーム風力発電所 → エネオスグローブ太陽光発電所 → 川内港ターミナル(高速船外観見学 ・ 大型電気バス見学) → 川内駅

午後【水と光の次世代エネルギーコース】
- 川内駅 → スマートハウス → 小鷹水力発電所 → 九州おひさま発電・斧渕発電所 → 川内総合運動公園 太陽光発電所 → 新田神社 → 川内駅

##### 【1日コース】(日曜日のみ運行)
- 週ごとにコースが変わる。

川内高城温泉コース(第1・5日曜日)
- 川内駅 → 新田神社 → 薩摩国分寺跡・万葉の散歩道 → 一條神社(車窓) → 川内高城温泉(2時間程度自由散策・温泉入浴・食事等) → 江之口橋 → 川内駅

東郷温泉ゆったり館コース(第2日曜日)
- 川内駅 → 新田神社 → とうごう五色親水公園 → 藤川天神 → 東郷温泉ゆったり館(2時間程度自由散策・温泉入浴・食事等) → 倉野磨崖仏 → 戸田観音 → 寺山いこいの広場 → 川内駅

市比野温泉コース(第3日曜日)
- 川内駅 → 薩摩国分寺跡・万葉の散歩道 → 入来麓武家屋敷群 → 市比野温泉街(2時間程度自由散策・温泉入浴・食事等) → 道の駅樋脇遊湯館 → 倉野磨崖仏 → 寺山いこいの広場 → 川内駅

藺牟田温泉コース(第4日曜日)
- 川内駅 → 寺山いこいの広場 → 入来麓武家屋敷群 → 大宮神社(車窓) → おじゃったモール → 竜仙館 → 藺牟田池 → 新大橋 → 道の駅樋脇遊湯館 → 川内駅

#### 料金・運行事業者・運行内容
- 料金
  - 半日コース(土曜日・祝日のみ)：各500円
  - 1日コース(日曜日のみ)：各750円
- 運行事業者
  - 南国交通
- 運行内容
  - 【半日コース】歴史探訪ふれあいコース(第4を除く土曜日・祝日のみ)
午前9時20分に川内駅を出発。(※旧盆・年末年始期間は運休)
  - 【半日コース】西海岸ゆったりろまんすコース(第4を除く土曜日・祝日のみ)
午後1時50分に川内駅を出発。(※旧盆・年末年始期間は運休)
  - 【半日コース】風と光の次世代エネルギーコース(第4土曜日)
午前9時30分に川内駅を出発。
  - 【半日コース】水と光の次世代エネルギーコース(第4土曜日)
午後1時40分に川内駅を出発。
  - 【1日コース】週変わりのコース(日曜日のみ)
午前9時45分に川内駅を出発。(※旧盆・年末年始期間は運休)

#### 車両
- 三菱ふそうローザ（ボンネット風に改造された車両)

### 川内港シャトルバス
1：国道３号ルート(高速船利用者優先)

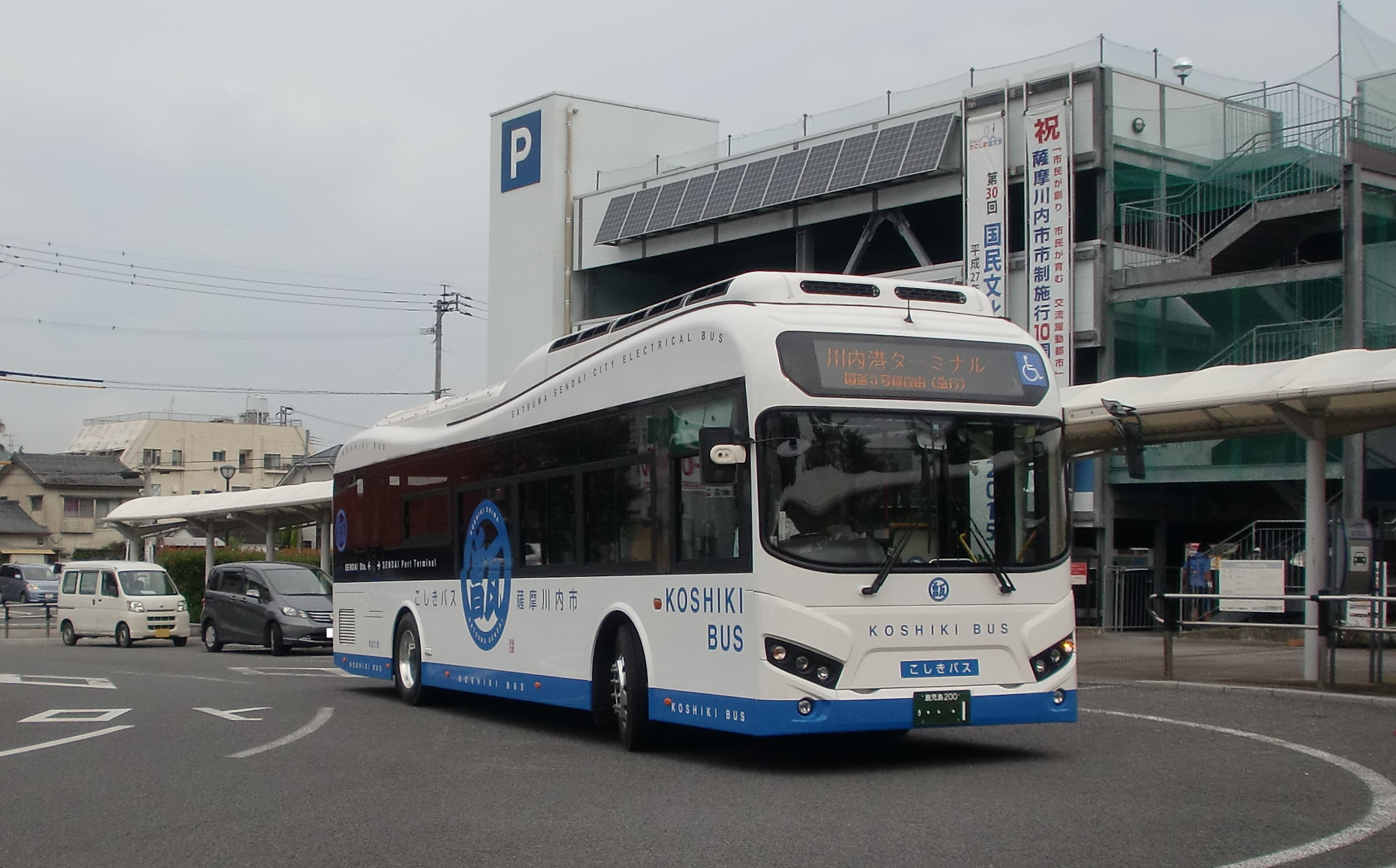
川内港シャトルバスとして運用されていた電気バス

- 川内駅 - 山形屋前 - 大小路 - 上川内 - 草道駅前 - 川内港ターミナル

2：県道京泊大小路線ルート(コミュニティバスとして運行)
- 川内港ターミナル - 御釣場 - 五代 - 神社口 - 大小路 - 川内駅

- 運賃 - 一律150円[2]（RapiCa・いわさきICカードともに利用可）
- 運行主体 - 南国交通
- ダイヤ - 1日各2本
  - (※国道３号ルートと県道京泊大小路線ルートを1回ずつ交互に運行する。)
- 使用車両 - 2019年4月以降は、南国交通川内営業所所属のバス車両で運行している。

※2019年3月までは三菱重工業の電気バスを主に運行していた。(なお車体は韓国ファイバー製のファイバードの日本向け仕様である。)

### 串木野新港線
- 川内駅 - 市役所前 - 山形屋前 - 川内駅 - 隈之城 - 木場茶屋 - 串木野新港
- 運賃 - 一律150円[2]（RapiCa・いわさきICカードともに利用可）
- 運行主体 - 南国交通
- ダイヤ - 1日2往復
- 使用車両 - 日野リエッセなど。

※この路線はシャトル方式で運行のため、いちき串木野市内での乗降は不可。(甑島航路送迎専用。)

## 東郷地域デマンド交通(事前予約制乗合タクシー)「ゆったり号」

### 概説
- 2013年1月4日から運行開始。

### 運行路線
1：藤川・鳥丸コース
- 本俣 - 藤川天神 - 鳥丸 - 東郷支所 - ゆったり館

2：南瀬・山田コース
- ゆったり館 → 東郷支所 → 南瀬 → 山田 → 五社 → ゆったり館

3：斧渕循環コース
- ゆったり館 → 城内 → 石堂 → 東郷支所 → ゆったり館

#### 運賃・ダイヤ・運行事業者・運休日
- 運賃 - 一律150円[2]
- ダイヤ
  - 藤川・鳥丸コース(本俣 → ゆったり館:1日3本/ゆったり館 → 本俣:1日2本)
  - 南瀬・山田コース(1日4本)
  - 斧渕循環コース(1日4本)
- 運行事業者 - 川内観光交通
- 運休日 - 日曜日、祝日

## 祁答院地域デマンド交通(事前予約制乗合タクシー)「けどういん号」

### 概説
- 2015年7月1日から運行開始。

### 運行路線
1：上手・黒木コース
- 祁答院支所 → 中武 → 滝聞 → 秋上 → 上手 → 黒木 → 木場 → 矢立 → 小牧 → 祁答院支所

2：藺牟田コース
- 祁答院支所 → 枯木野 → 中原 → 松ノ川内 → 大坪 → 藺牟田温泉 → 麓(東・西) → 菊池田 → 祁答院支所

#### 運賃・ダイヤ・運行事業者・運休日
- 運賃 - 一律150円[2]
- ダイヤ
  - 上手・黒木コース、藺牟田コース(1日各3本)＝月・水・金と火・木・土では運行時刻が異なっている。
- 運行事業者 - 祁答院タクシー
- 運休日 - 日曜日、祝日

## 樋脇地域デマンド交通(事前予約制乗合タクシー)「ゆうゆう号」

### 概説
- 2019年2月1日から運行開始。

### 運行路線
1：北部エリアコース
- 市比野記念病院前 - 遊湯館 - 樋脇支所前 - 上杉馬場 - 南瀬

2：南部エリアコース
- 樋脇支所前 - 遊湯館 - 市比野記念病院前 - 下野下・藤本

#### 運賃・ダイヤ・運行事業者・運休日
- 運賃 - 一律150円[2]
- ダイヤ
  - 北部エリアコース・南部エリアコース(1日各6本)
- 運行事業者 - 市比野タクシー
- 運休日 - 日曜日、祝日

## 以前の運行路線

### 東郷ゆったりバス
- 2012年12月31日で運行終了。

#### 路線
1：藤川・鳥丸コース
- 本俣 - 藤川天神下 - 清流館前 - 五色親水公園前 - 鳥丸中 - 鳥丸東公民館 - 東郷小前 - 舟倉中 - 東郷支所前 - 五社 - ゆったり館

2：南瀬・山田コース
- ゆったり館 - 五社 - 舟倉中 - 東郷支所前 - 司野 - 大塚十文字 - 梶原 - 古里 - 五社 - 舟倉中 - 五社 - ゆったり館

3：斧渕循環コース
- ゆったり館 - 五社 - 舟倉中 - 宇都団地 - 町体育館 - 東郷支所前 - 五社 - ゆったり館 - とうごう苑 - 東郷支所前 - 五社 - ゆったり館

#### 運賃・運行事業者・運休日
- 運賃 - 大人100円、子供50円（RapiCa・いわさきICカードともに利用可能だった。）
- 運行事業者 - いわさきバスネットワーク(現・鹿児島交通)（使用車両：日産ディーゼルスペースランナーRM）
- 運休日 - 日曜日、祝日

### 祁答院バス
- 2015年6月30日で運行終了。

#### 路線
1：藺牟田・轟・大村・黒木コース
- 大瀬戸 - 藺牟田 - 轟 - 大村 - 上手 - 黒木 - 小牧 - 大村温泉

2：上手・大村コース
- 中武公民館下 - 滝聞 - 秋上 - 上手小学校前 - 楠原 - 大村温泉

3：黒木・上手・大村コース
- 木場下 - 矢立 - 仁八 - 黒木診療所 - 上手小学校前 - 大村温泉

#### 運賃・運行事業者・運休日
- 運賃 - 一律150円[2]（RapiCa・いわさきICカードともに利用可）
- 運行事業者 - 南国交通（使用車両：日野リエッセ）
- 運休日 - 日曜日

### 樋脇ゆうゆうバス
- 2019年1月31日で運行終了。

#### 路線
1：つばき号
- 南瀬 - 倉野小前 - 上樋脇 - 樋脇支所前 - 田代 - 上手 - 市比野記念病院前 - 市比野 - 遊湯館 - 樋脇中前

2：コスモス号
- 下野下 - 野下 - 藤本 - 宇都 - 上之湯 - 市比野 - 遊湯館 - 樋脇高校前 - 樋脇小前 - 樋脇支所前 - 岩下 - 笹嶺 - 南瀬

#### 運賃・運行事業者・運休日
- 運賃 - 一律150円[2]（RapiCa・いわさきICカードともに利用可）
- 運行事業者 - 鹿児島交通（使用車両：日野レインボー・日産ディーゼルスペースランナーRM）
- 運休日 - 日曜日、祝日